# 黄鹤楼 (诗)
《黄鹤楼》（又作《题武昌黄鹤楼》）是中国唐朝诗人崔颢的一首七言律诗。这首诗讲述了作者登黄鹤楼望远时的寂寞思想之情。嚴羽在《滄浪詩話》中称该诗是唐人七律第一。

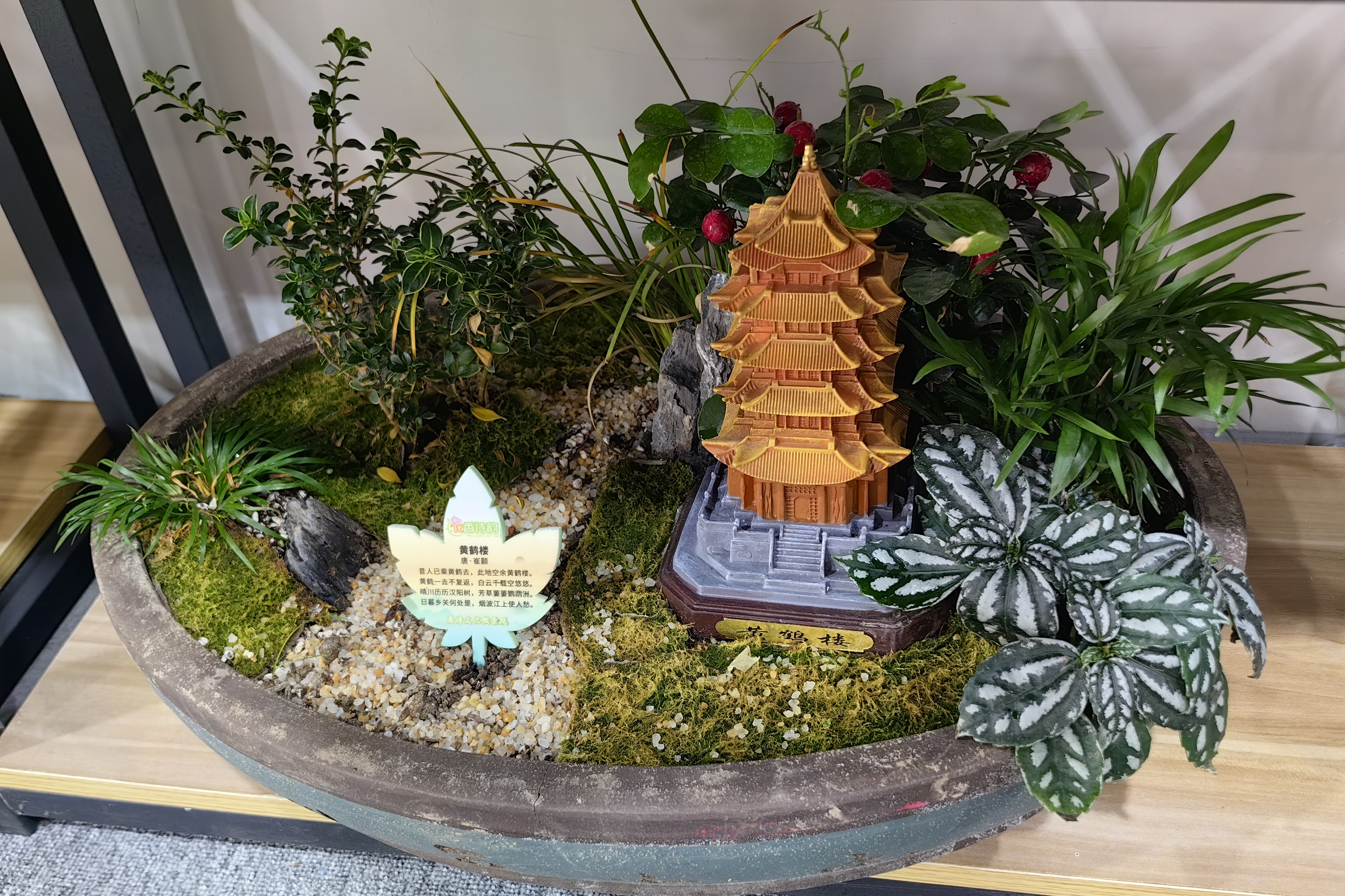
《黄鹤楼》微景观

《唐诗纪事》记载，据说李白云，“眼前有景道不得，崔颢题诗在上头”，于是作《凤凰台》诗一较胜负。方回在《瀛奎律髓》中认为李白的《鹦鹉洲》诗是仿效崔颢的《黄鹤楼》。纪昀更认为崔颢的《黄鹤楼》是自然偶得，但平仄多有錯誤；而李白的《鹦鹉洲》则是有意为之，不及崔颢本诗。